# Athanasius Georgijević
Athanasius Georgijević (Athanasius Georgiceus, * um 1590 in Split; † um 1640) war ein kroatischer Dichter und Komponist.
Georgijević studierte in Split und am Ferdinandeum in Graz. Als Diplomat im Dienst des Erzherzogs Ferdinand, des späteren Kaisers Ferdinand II., bereiste er Polen, Russland und Bosnien. Unter dem Titel Lieder für die wichtigsten, heiligsten und fröhlichsten Tage des Jahres brachte er eine Sammlung von kroatischen geistlichen Gesängen heraus.